# Матепараи, Джерри
Джеремия «Джерри» Матепараи (англ. Jeremiah «Jerry» Mateparae; род. 14 ноября 1954, Уонгануи, Манавату-Уангануи, Северный остров, Новая Зеландия) — новозеландский государственный и военный деятель, генерал-губернатор Новой Зеландии, генерал-лейтенант Армии Новой Зеландии в отставке, начальник Сил обороны Новой Зеландии с 2006 по 2011 год, директор Бюро безопасности правительственной связи с 7 февраля по 1 июля 2011 года.
8 марта 2011 года Матепараи был рекомендован на пост генерал-губернатора Новой Зеландии, и 31 августа того же года он вступил в должность, став 20-м генерал-губернатором и вторым маори, ставшим генерал-губернатором — после Пола Ривза.

## Биография

### Молодые годы и семья
Джерри Матепараи родился 14 ноября 1954 года в семье Эндрюс в Уонгануи. Джерри отдали на воспитание брату его матери согласно традиционной практике маори. Его родной и приёмный отцы были министрами Церкви Ратана. Он происходит из рода Нгати Туоахаретоа и Нгати Кахунгуну, а также Нгаи Тухоэ из района Уонгануи. Он был воспитан в пригороде Уонгануи — Кастлклиффе, и посещал местную начальную школу, среднюю школу Резерфорда и старшую школу Уонгануи.

### На военной службе
В июне 1972 года Матапераи был зачислен рядовым в регулярные силы Армии Новой Зеландии. В декабре 1976 года он окончил Офицерскую кадетскую школу в Австралии. После этого он служил в Королевском новозеландском  пехотном полку и в Специальной воздушной службе Новой Зеландии. В 1979 году Матепараи был командиром взвода в Сингапуре.
В 1989 году Матепараи окончил Штабной колледж в Великобритании, в 1995 году — Штабной колледж совместной службы в Австралии, а в 1999 году — Королевский колледж оборонных исследований в Лондоне.
С мая 1994 года по май 1995 года в течение 12 месяцев Матепараи был главным наблюдателем за соблюдением режима перемирия в Южном Ливане, и в 1998 году — командир объединённых сил Группы контроля за перемирием на Бугенвиле во время проведения операции «Белиси». 24 декабря 1999 года на посту командующего сухопутными объединёнными силами Новой Зеландии он был произведён в бригадиры. С декабря 1999 года по июль 2001 года Матепараи был сокомандиром сил Новой Зеландии при Временной администрации ООН в Восточном Тиморе.
В феврале 2002 года Матепараи был произведён в генерал-майоры и стал начальником Генерального штаба. В середине 2002 года название должности было изменено на начальника Армии Армией. 1 мая 2006 года Матепараи был произведён в генерал-лейтенанты и назначен начальником Сила обороны Новой Зеландии, и занимал эту должность до 24 января 2011 года.
26 августа 2010 года премьер-министр Джон Ки объявил о назначении Матепараи на пост директора Бюро безопасности правительственной связи. Он должен был прослужить на этой должности пять лет с 7 февраля 2011 года, однако вышел в отставку 1 июля того же года, не проработав и месяца. Он успел уйти до обнародования данных о масштабной слежке за населением страны в сотрудничестве с АНБ США, в частности за основателем «Megaupload» Кимом Доткомом.

### На посту генерал-губернатора
8 марта 2011 года премьер-министр Джон Ки после консультаций с лидером оппозиционной Лейбористской партии Филипом Гоффом объявил о рекомендовании Матепараи на должность генерал-губернатора Новой Зеландии. В тот же день он был назначен королевой Новой Зеландии Елизаветой II. После этого Ки отметил, что

Джерри будет 20-м генерал-губернатором Новой Зеландии. Я верю, что он принесёт большой авторитет и широкий круг качеств на эту роль, в том числе рассудительность, энергию и энтузиазм для поощрения выдающихся качеств у других. Как генерал-губернатор, он будет иметь возможность работать с широким кругом новозеландцев и развивать активную программу в обществе. Джерри служил Новой Зеландии с преданностью и честью на протяжении всей своей карьеры, и я рад, что он согласился продолжить эту службу в новой, более обширной роли.
Оригинальный текст (англ.)Jerry will be New Zealand’s 20th Governor-General.  I believe he will bring great mana and a wide range of qualities to this role, including judgement, energy and an enthusiasm for encouraging excellence in others. As Governor-General, he will have the opportunity to work with a wide range of New Zealanders and develop an active programme in the community. Jerry has served New Zealand with dedication and honour throughout his career, and I am delighted that he has agreed to continue that service in a new, broader role.

18 августа генерал-губернатор Ананд Сатьянанд торжественно попрощался в парламенте в присутствии спикера Палаты представителей Локвуда Смита. 31 августа 2011 года Матепараи принёс присягу генерал-губернатора сроком на пять лет у здания парламента Новой Зеландии в присутствии Верховного судьи Верховного суда Сиан Элиас, премьер-министра Джона Ки. Закончилась церемония артиллерийским салютом из 21-го орудия.
1 января 2012 года Матепараи развил традицию, начатую его предшественником Анандом Сатьянандом в 2012 году, выпустив новогоднее поздравление от генерал-губернатора впервые в видео-формате. 14 ноября 2012 года Матепараи отметил свой день рождения с Чарльзом, принцем Уэльским, посещавшим Новую Зеландию, и вместе с 64 новозеландцами, родившимися в этот день.
В апреле 2013 года Матепараи посетил Афганистан, чтобы отметить там окончание развёртывания частей вооружённых сил Новой Зеландии. Между тем, по данным журналистского расследования, в 2010 году Матепараи был вовлечён в эпизод передачи новозеландскими военными, заключённых, вина которых не доказана, американским и афганским силам, возможно зная о том, что они могут подвергаться пыткам. 28 июня в Государственном доме в Веллингтоне Матепараи провёл церемонию получения гражданства Новой Зеландии для 28 женщин в честь Нового года маори и 120-летнего юбилея получения женщинами избирательных прав.
В апреле 2014 года Матепараи совершил визит в Турцию, где встретился с новоизбранным президентом Абдуллой Гюлем и министром иностранных дел Ахметом Давутоглу. В мае Матепараи вместе с женой посетил Ватикан, где встретился с Папой римским Франциском, а позже в Кассино почтил память членов батальона маори, погибших на Второй мировой войне, а в столице Эфиопии Аддис-Абебе поучаствовал в открытии нового посольства. В сентябре Матепараи встретился с генеральным секретарём ООН Пан Ги Муном, подчеркнувшим в ходе разговора его заслуги в миротворческой деятельности. 21 октября Матепараи открыл первое заседание нового состава 51-го парламента, сформированного по результатам выборов 2014 года, отметив, что продлённое пятое правительство Национальной партии «завоевало доверие и добрую волю новозеландцев на третий парламентский срок, и будет стремиться вновь заслужить это доверие и добрую волю каждый день в течение следующих трёх лет».
24 августа 2016 года Джерри Матепараи принял участие в торжественной прощальной церемонии у здания парламента Новой Зеландии, а 28 сентября в должность генерал-губернатора вступила Пэтси Редди.

### В должности верховного комиссара Новой Зеландии в Великобритании
16 декабря 2016 года министр иностранных дел Новой Зеландии Мюррей Маккалли объявил о назначении Джерри Матепараи на пост верховного комиссара Новой Зеландии в Великобритании вместо Локвуда Смита, ушедшего в отставку 23 марта 2017 года.

## Личная жизнь
От брака с первой женой Рэвин, умершей в 1990 году, у него осталось трое детей. После этого он женился на Джанин Кренсайд, родившей ему двоих сыновей, принёсших четверых внуков. В свободное от работы время он увлекается дайвингом, занимается ходьбой и спортом, читает книги.

## Награды
В 2008 году Матепараи получил степень магистра искусств первого класса с отличием в области международных отношений и стратегических исследований Университета Уаикато и получил Награду заслуженного выпускника. Кроме этого, он является членом Новозеландского института управления. В мае 2011 года Матепараи получил почётную степень доктора литературы Университета Мэсси.
В январе 1999 года Матепараи стал Офицером Ордена Заслуг за заслуги на Бугенвиле. В мае 2011 года президент Сингапура Селлапан Раманатан наградил его Орденом «За выдающиеся заслуги» военного типа. В июне 2011 года Матепараи стал Рыцарем справедливости Ордена Святого Иоанна, став главой Приората Ордена.
20 мая 2011 года Матепараи был назначен Гранд-компаньоном Ордена Заслуг и Компаньоном Почётного ордена королевы. После вступления в должность генерал-губернатора он автоматически стал канцлером Ордена Заслуг и Главным компаньоном Почётного ордена королевы, что дало ему титул: «Его Превосходительство Генерал-лейтенант Досточтимый сэр Джеремия Матепараи GNZM QSO».
4 июля 2015 года возведён в звание Рыцаря Большого креста Ордена Тонга по случаю коронации короля Тупоу VI.
3 августа 2016 года награждён Большой цепью Ордена Восточного Тимора.

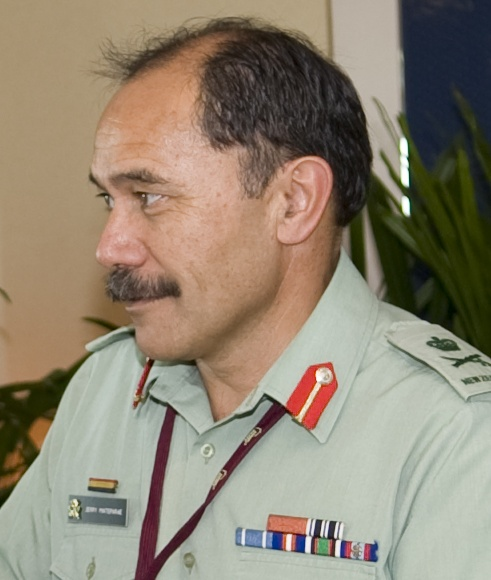
Джерри Матепараи, Сингапур, 29 мая 2009 года.

|  | Гранд-компаньон Ордена Заслуг Офицер ордена Заслуг         | Новая Зеландия  |
|  | Компаньон Почётного ордена королевы                        | Великобритания  |
|  | Рыцарь справедливости Ордена Святого Иоанна                | Великобритания  |
|  | Медаль оперативной службы Новой Зеландии                   | Новая Зеландия  |
|  | Медаль ОНВУП                                               | ООН             |
|  | Медаль общей службы Новой Зеландии 1992 года               | Новая Зеландия  |
|  | Медаль Восточного Тимора                                   | Новая Зеландия  |
|  | Медаль общей службы Новой Зеландии 2002 года в Афганистане | Новая Зеландия  |
|  | Медаль вооружённых сил Новой Зеландии с планкой            | Новая Зеландия  |
|  | Медаль службы обороны Новой Зеландии                       | Новая Зеландия  |
|  | Орден «За выдающиеся заслуги»                              | Сингапур        |
|  | Рыцарь Большого креста Ордена Тонга                        | Тонга           |
|  | Большая цепь Ордена Восточного Тимора                      | Восточный Тимор |
|  | Благодарность соединению Флота от президента США           | США             |

## Звания
| Рядовой           | 1972            |
| Второй лейтенант  | 1976            |
| Майор             | 1985            |
| Полковник         | Май 1998        |
| Бригадир          | 24 декабря 1999 |
| Генерал-майор     | Февраль 2002    |
| Генерал-лейтенант | 1 мая 2006      |